# Доттори, Джерардо
Джерардо Доттори (итал. Gerardo Dottori; 11 ноября 1884, Перуджа — 13 июня 1977, там же) — итальянский художник-футурист, принадлежавший также к группе новеченто.

## Биография и творчество
Дж. Доттори знакомится в Риме в 1911 году с Джакомо Балла и под его влиянием в 1911/1912 годах присоединяется к футуристическому движению. В 1914—1915 годах он увлекается различными стандартными футуристическими темами, такими как ciclista («Мотоциклист», тема имела распространение и среди русских футуристов). В 1920 году он создаёт целую серию абстрактных картин, следуя по стопам таких мастеров футуризма, как Балла, Северини и Боччони, проложивших ещё в 1912—1913 годах дорогу абстрактной живописи в Италии. Немалый вклад принадлежит Дж. Доттори и в развитие настенной живописи и итальянского декоративного искусства в XX столетии: этими художественными направлениями он занимается всю жизнь. В 1920-е годы центральной темой работ художника становится перспектива Земли, обрисованная с воздуха, как одна из разновидностей футуристической живописи того времени (так называемая Aeropittura). При этом следует отметить, что присущий футуристическому движению культ машин не был свойствен произведениям Доттори. Неизвестно даже, поднимался ли он когда-либо в небо на самолёте. В то же время главной темой и вершиной творчества в 1920-е годы у Доттори было именно выражение скорости, энергии, полёта («Триптих Скорости», 1926/27).
С приходом в Италии к власти фашистов Дж. Доттори, как и большинство итальянских футуристов, поддерживает новую власть. В 1932 году, совместно с художниками-футуристами Марио Сирони и Энрико Прамполини, участвует в организованной в Риме грандиозной выставке «Mostra della Revoluzione Fascista» («Выставка Фашистской Революции»). Как мастер настенной живописи, в 1934 году он подписывает, совместно с Филиппо Томмазо Маринетти, Бенедеттой Каппа Маринетти (Бенедетта), Фортунато Деперо и Бруно Мурани «Manifesto della plastica murale» («Манифест настенной живописи»), который послужил Муссолини для усиления агитационно-пропагандистского направления в изобразительном искусстве.
После окончания Второй мировой войны художник продолжал работать в футуристической манере и способствовал пропаганде футуристической живописи.